# Lope Díaz de Armendáriz

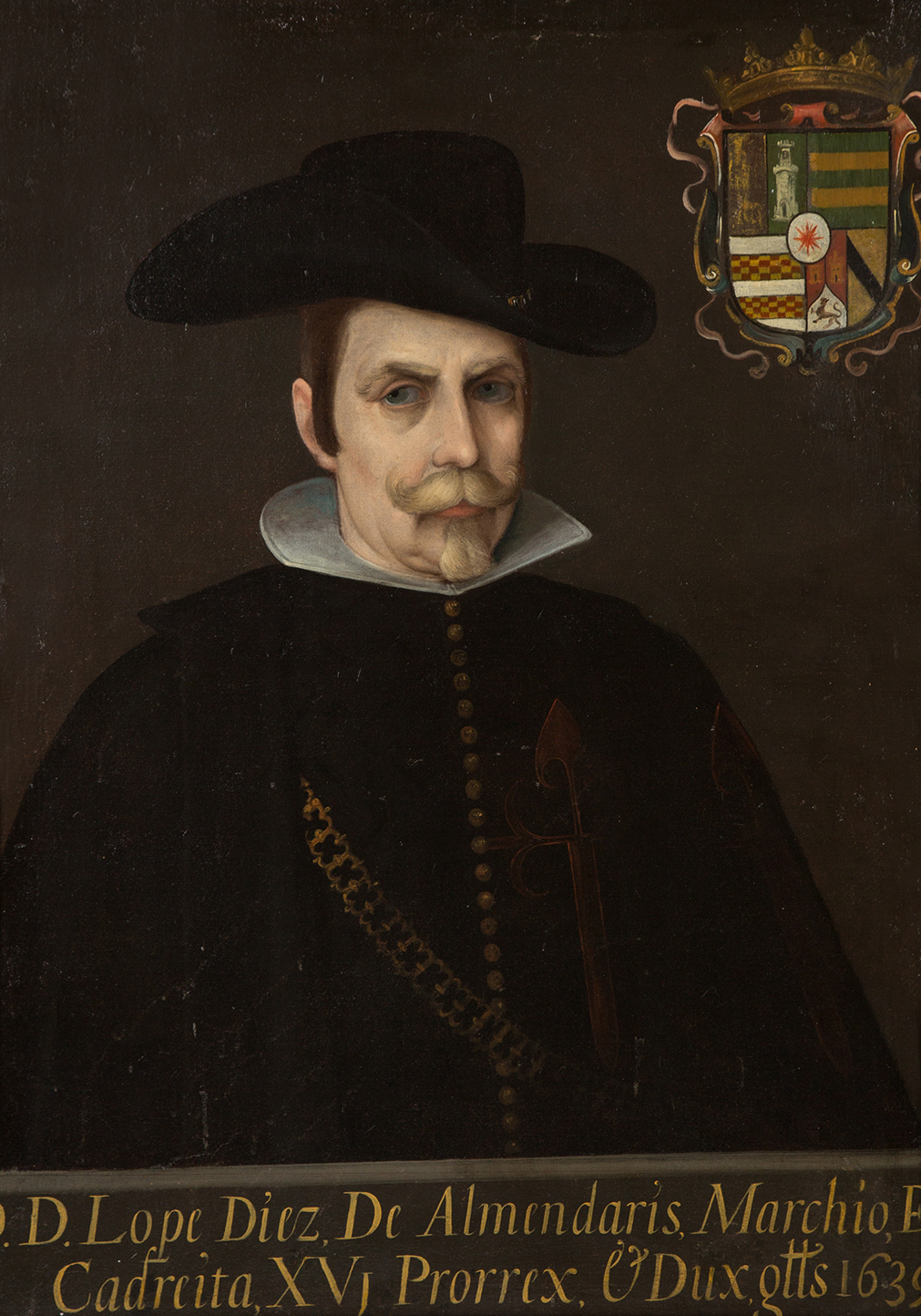
Lope Díaz de Armendáriz

Lope Díaz de Armendáriz, Marqués de Cadereyta (auch abweichend: Lope Díez) (* vor 1575 in Quito; † nicht vor 1640) war ein spanischer Kolonialverwalter, der als erster Kreole zum Vizekönig von Neuspanien berufen wurde.

## Leben

### Herkunft und Militärkarriere
Lope Díaz wurde in Quito (heute: Ecuador) geboren, das zu jener Zeit zum spanischen Vizekönigreich Peru zählte. Sein Vater amtierte dort als Präsident der Real Audiencia von Quito.
Díaz trat in den Dienst der spanischen Marine und diente auf den Kriegsschiffen, mit denen Spanien die Handelsrouten im Atlantik zwischen Amerika und dem Mutterland vor Freibeutern aus Holland, Frankreich und England sicherten. Später wirkte er beim Aufbau der Patrouillenflotte mit, die von der Basis Veracruz aus den Golf von Mexiko schützen sollte.

### Amtszeit als Vizekönig von Neuspanien
1635 berief der spanische König Philipp IV. Díaz zum neuen Vizekönig von Neuspanien nach Mexiko. Dies war eine aufsehenerregende Entscheidung. Díaz zählte zwar von seiner Herkunft zum spanischen Adel, war aber nicht im Mutterland Spanien geboren. Er war der erste Criollo (Kreole), der eine derart herausragende Position übertragen bekam, die bis dahin nur Adeligen mit spanischem Geburtsort vorbehalten gewesen waren.
Im September 1635 zog er zeremoniell in Mexiko-Stadt ein und übernahm das Amt des Vizekönigs von seinem Vorgänger.
Im Januar 1637 zerstörte ein schweres Erdbeben Teile des neuen Entwässerungssystems, so dass das Vorhaben zurückgeworfen wurde. Díaz ließ auf Anraten von Ingenieuren einen offenen Kanal an Stelle eines vom Erdbeben zerstörten Entwässerungstunnels ziehen, der bis in die Zeit des unabhängigen Mexikos Bestand hatte.
In Díaz’ Amtszeit fiel das päpstliche Edikt von Urban VIII., das die Versklavung der indigenen Bevölkerung in Amerika verbot. Philipp IV. verbot folgerichtig die Praxis – auch im Rahmen der Encomienda, Einheimische als Sklaven zu halten. Davon unberührt war die Haltung von afrikanischen Sklaven, die weiter erlaubt blieb.
Zur Sicherung der nördlichen Gebiete Mexikos gegen aufständische Indianervölker ließ Díaz mehrere Forts errichten, und er gründete in Mexiko-Stadt das Heiliggeist-Spital (Hospital der Espíritu Santo).
Als Juan de Palafox y Mendoza als Bischof nach Puebla kam, wurde Díaz schnell zu dessen Feind, sei es wegen seines Charakters, sei es aufgrund von Anfeindungen durch Dritte. Palafox erhob schwere Vorwürfe gegen ihn und seine Amtsführung und bald nach dessen Ankunft enthob der König Díaz ohne Angabe von Gründen seines Amtes.
Über seine Amtsführung (wie später auch über die seines Nachfolgers) ließ der König ein juristisches Prüfverfahren (Juicio de Residencia) vornehmen. Prüfer war ausgerechnet Erzbischof Palafox.
Díaz übergab im August 1640 sein Amt an seinen Nachfolger Diego López Pacheco. Über seinen weiteren Lebensweg geben die Quellen keine Auskunft.